# Миришкори Поён
Миришкори Поён (тадж. Миришкори Поён) — село (махалла) в Гафуровском районе Согдийской области Республики Таджикистан. Входит в состав джамоата (сельской общины) Ёва Гафуровского района.
Находится на расстоянии 15 км от райцентра (пгт. Гафуров) и меньше 1 км от центра общины (с. Кучаи Калон).
Население — 1626 чел. (2017).